# Saison 2003-2004 de l'AS Saint-Étienne
Chronologie
Saison précédente Saison suivante
La saison 2003-2004 de l'AS Saint-Étienne est la 3e d'affilée du club en Ligue 2.
Les stéphanois font rapidement la course en tête et remporte finalement le titre de champion, avec deux points d'avance sur le SM Caen. Ce titre leur permet de retrouver leur place dans l'élite.

## Tableau des transferts
| Nom                    | Nationalité | Poste     | Transfert      | Provenance/Destination | Division        |
| ---------------------- | ----------- | --------- | -------------- | ---------------------- | --------------- |
| Arrivées               |             |           |                |                        |                 |
| Nicolas Marin          |             | Attaquant | Prêt           | AJ Auxerre             | Ligue 1         |
| Hérita Ilunga          |             | Défenseur | Transfert      | Espanyol de Barcelone  | Liga            |
| Fabien Debec           |             | Gardien   | Transfert      | Coventry               | Premier League  |
| Fabrice Jau            |             | Milieu    | Prêt           | SC Bastia              | Ligue 1         |
| Mickaël Citony         |             | Attaquant | Transfert Def. | Rennes                 | Ligue 1         |
| Lawrence Quaye         |             | Milieu    | Prêt           | Liberty Professionals  | Ligue 1 Ghana   |
| Laurent Morestin       |             | Défenseur | Transfert      | Châteauroux            | Ligue 2         |
| Damien Bridonneau      |             | Défenseur | Transfert      | Le Mans                | Ligue 2         |
| Départs                |             |           |                |                        |                 |
| Dominique Casagrande   |             | Gardien   | Transfert      | US Créteil-Lusitanos   | Ligue 2         |
| Carlos Kameni          |             | Gardien   | Retour prêt    | Le Havre AC            | Ligue 2         |
| Florent Perraud        |             | Gardien   | Fin de contrat | Dijon                  | Ligue 2         |
| Jean-Pascal Yao        |             | Défenseur | Transfert      | Nîmes                  | Ligue 2         |
| Allan Olesen           |             | Défenseur | Transfert      | Aalborg                | Superligaen     |
| Patrick Guillou        |             | Défenseur | Transfert      | -                      | -               |
| Christophe Deguerville |             | Défenseur | Transfert      | -                      | -               |
| Eduardo Oliveira       |             | Défenseur | Transfert      | Leiria                 | Liga ZON Sagres |
| Anthony Bartholomé     |             | Défenseur | Transfert      | ASOA Valence           | Ligue 2         |
| Fousseni Diawara       |             | Défenseur | Prêt           | Laval                  | Ligue 2         |
| Karim Fellahi          |             | Milieu    | Transfert      | Estoril                | Segunda Liga    |
| Anthony Garcia         |             | Milieu    | Transfert      | Laval                  | Ligue 2         |
| Jérôme Tagherset       |             | Milieu    | résiliation    | -                      | -               |
| Olivier Baudry         |             | Milieu    | Transfert      | Belfort                | CFA             |
| Ibrahim Razak          |             | Milieu    | Retour prêt    | Empoli                 | Serie B         |
| Alassane N’Dour        |             | Milieu    | Prêt           | WBA                    | ChampionShip    |
| Loïc Chavériat         |             | Attaquant | Transfert      | Nîmes                  | Ligue 2         |
| Alex Dias de Almeida   |             | Attaquant | Transfert      | Cruzeiro               | Brasileirão     |

## Équipe professionnelle

### Championnat

#### Matches aller
| Date       | N o | Adversaire    | Lieu | Résultat | Buteurs pour Saint-Étienne      | Points | Place |
| ---------- | --- | ------------- | ---- | -------- | ------------------------------- | ------ | ----- |
| 02/08/2003 | J01 | Châteauroux   | Ext. | 2 - 0    | -                               | 0      | 19    |
| 09/08/2003 | J02 | Nancy         | Ext. | 0 - 1    | Dogbé 90e                       | 3      | 9     |
| 15/08/2003 | J03 | Lorient       | Dom. | 2 - 1    | Compan 28e , Dogbé 88e          | 6      | 5     |
| 19/08/2003 | J04 | Créteil       | Ext. | 1 - 0    | -                               | 6      | 8     |
| 23/08/2003 | J05 | Troyes        | Dom. | 2 - 3    | Compan 28e , Marin 38e          | 6      | 11    |
| 31/08/2003 | J06 | Sedan         | Ext. | 1 - 2    | Compan 26e , Marin 72e          | 9      | 7     |
| 05/09/2003 | J07 | ASOA Valence  | Dom. | 1 - 0    | Mendy 55e                       | 12     | 3     |
| 13/09/2003 | J08 | Besançon      | Ext. | 0 - 1    | Compan 69e                      | 15     | 3     |
| 21/09/2003 | J09 | Amiens        | Dom. | 0 - 2    | -                               | 15     | 5     |
| 27/09/2003 | J10 | SM Caen       | Ext. | 1 - 0    | -                               | 15     | 8     |
| 03/10/2003 | J11 | FC Rouen      | Dom. | 2 - 0    | Hognon 18e, Marin 48e           | 18     | 5     |
| 19/10/2003 | J12 | Clermont Foot | Ext. | 0 - 3    | Compan 18e , Marin 49e, Jau 89e | 21     | 4     |
| 25/10/2003 | J13 | Grenoble Foot | Dom. | 1 - 0    | Compan 6e                       | 24     | 3     |
| 01/11/2003 | J14 | Laval         | Ext. | 2 - 0    | -                               | 24     | 4     |
| 07/11/2003 | J15 | Istres        | Dom. | 0 - 0    | -                               | 25     | 5     |
| 29/11/2003 | J16 | SCO Angers    | Ext. | 1 - 1    | Jau 87e                         | 26     | 6     |
| 10/12/2003 | J17 | Niort         | Dom. | 2 - 1    | Compan 53e , Hognon 90e         | 32     | 6     |
| 06/12/2003 | J18 | FC Gueugnon   | Ext. | 0 - 1    | Quaye 69e                       | 29     | 3     |
| 21/12/2003 | J19 | Le Havre      | Dom. | 2 - 0    | Compan 38e, Hellebuyck 45e      | 35     | 2     |

#### Matchs retour
| Date       | N o | Adversaire    | Lieu | Résultat | Buteurs pour Saint-Étienne                    | Points | Place |
| ---------- | --- | ------------- | ---- | -------- | --------------------------------------------- | ------ | ----- |
| 10/01/2004 | J20 | Nancy         | Dom. | 0 - 0    | -                                             | 36     | 3     |
| 18/01/2004 | J21 | Lorient       | Ext. | 2 - 0    | -                                             | 36     | 5     |
| 31/01/2004 | J22 | Créteil       | Dom. | 3 - 2    | Citony 36e, Hellebuyck 41e, Gomis 70e         | 39     | 3     |
| 08/02/2004 | J23 | Troyes        | Ext. | 0 - 1    | Compan 13e                                    | 42     | 2     |
| 14/02/2004 | J24 | Sedan         | Dom. | 0 - 2    | -                                             | 42     | 3     |
| 21/02/2004 | J25 | ASOA Valence  | Ext. | 1 - 3    | Hellebuyck 10e, Leclercq 44e (csc), Gomis 90e | 45     | 3     |
| 16/04/2004 | J26 | Besançon      | Dom. | 2 - 1    | Mendy 5e, Hognon 68e                          | 62     | 2     |
| 05/03/2004 | J27 | Amiens        | Ext. | 1 - 2    | Marin 41e, Jau 81e                            | 48     | 2     |
| 14/03/2004 | J28 | SM Caen       | Dom. | 1 - 0    | Hognon 17e                                    | 51     | 1     |
| 20/03/2004 | J29 | FC Rouen      | Ext. | 0 - 1    | Hognon 88e (pen.)                             | 54     | 1     |
| 27/03/2004 | J30 | Clermont Foot | Dom. | 0 - 0    | -                                             | 55     | 1     |
| 02/04/2004 | J31 | Grenoble Foot | Ext. | 2 – 2    | Hellebuyck 36e, Compan 84e                    | 56     | 1     |
| 11/04/2004 | J32 | Laval         | Dom. | 2 - 0    | Compan 33e, Marin 43e                         | 59     | 1     |
| 23/04/2004 | J33 | Istres        | Ext. | 0 - 2    | Mendy 16e, Sablé 51e                          | 65     | 1     |
| 01/05/2004 | J34 | SCO Angers    | Dom. | 0 - 0    | -                                             | 66     | 1     |
| 07/05/2004 | J35 | Niort         | Ext. | 0 - 1    | Mendy 68e                                     | 69     | 1     |
| 13/05/2004 | J36 | FC Gueugnon   | Dom. | 1 – 1    | Hellebuyck 44e                                | 70     | 1     |
| 16/05/2004 | J37 | Le Havre      | Ext. | 1 - 0    | -                                             | 70     | 1     |
| 22/05/2004 | J38 | Châteauroux   | Dom. | 2 - 1    | Carteron 29e (pen.), Bridonneau 85e           | 73     | 1     |

#### Classement
| Rang | Équipe               | Pts | J  | G  | N  | P  | Bp | Bc | Diff |
| ---- | -------------------- | --- | -- | -- | -- | -- | -- | -- | ---- |
| 1    | AS Saint-Etienne     | 73  | 38 | 22 | 7  | 9  | 44 | 29 | +15  |
| 2    | SM Caen              | 71  | 38 | 20 | 11 | 7  | 56 | 31 | +25  |
| 3    | FC Istres            | 66  | 38 | 19 | 9  | 10 | 44 | 26 | +18  |
| 4    | FC Lorient           | 61  | 38 | 17 | 10 | 11 | 57 | 45 | +12  |
| 5    | CS Sedan-Ardennes    | 60  | 38 | 15 | 15 | 8  | 42 | 31 | +11  |
| 6    | AS Nancy-Lorraine    | 55  | 38 | 14 | 13 | 11 | 45 | 39 | +6   |
| 7    | Le Havre AC (R)      | 55  | 38 | 15 | 10 | 13 | 44 | 46 | -2   |
| 8    | Chamois Niortais FC  | 53  | 38 | 13 | 14 | 11 | 47 | 44 | +3   |
| 9    | Amiens SC            | 53  | 38 | 15 | 8  | 15 | 43 | 45 | -2   |
| 10   | ES Troyes AC (R)     | 52  | 38 | 13 | 13 | 12 | 43 | 48 | -5   |
| 11   | LB Châteauroux       | 49  | 38 | 13 | 10 | 15 | 44 | 49 | -5   |
| 12   | US Créteil-Lusitanos | 45  | 38 | 10 | 15 | 13 | 41 | 47 | -6   |
| 13   | SCO Angers (P)       | 45  | 38 | 11 | 13 | 15 | 36 | 43 | -7   |
| 14   | Clermont Foot        | 44  | 38 | 9  | 17 | 12 | 36 | 48 | -12  |
| 15   | Grenoble Foot        | 43  | 38 | 9  | 16 | 13 | 38 | 43 | -5   |
| 16   | FC Gueugnon          | 42  | 38 | 9  | 15 | 14 | 40 | 43 | -3   |
| 17   | Stade lavallois      | 42  | 38 | 10 | 12 | 16 | 51 | 55 | -4   |
| 18   | ASOA Valence         | 40  | 38 | 9  | 13 | 16 | 45 | 56 | -11  |
| 19   | Besançon RC (P)      | 38  | 38 | 8  | 14 | 16 | 37 | 45 | -8   |
| 20   | FC Rouen (P)         | 29  | 38 | 5  | 14 | 19 | 27 | 50 | -23  |

Victoire à 3 points.
- Ligue 1 2004-2005
- National 2004-2005
- Coupe UEFA 2004-2005

(R) Relégué de Ligue 1 2003
(P) Promu de National 2003

### Coupe de France

#### Tableau récapitulatif des matchs
| Date       | N o         | Adversaire      | Lieu | Résultat | Buteurs pour Saint-Étienne             | Suite                            |
| ---------- | ----------- | --------------- | ---- | -------- | -------------------------------------- | -------------------------------- |
| 22/11/2003 | 7e tour     | CS Belley (DHR) | Ext. | 0 - 3    | Mendy 45e , Compan 77e, Hellebuyck 82e | Qualifiés pour le 8e tour        |
| 13/12/2003 | 8e tour     | Le Puy          | Dom. | 2 - 1    | Dogbé 18e , Carteron 88e               | Qualifiés pour les 32e de finale |
| 03/01/2004 | 1/32e de f. | Dijon           | Ext. | 0 – 0    | -                                      | Éliminés                         |

### Coupe de la Ligue

#### Tableau récapitulatif des matchs
| Date       | N o         | Adversaire | Lieu | Résultat | Buteurs pour Saint-Étienne            | Suite                            |
| ---------- | ----------- | ---------- | ---- | -------- | ------------------------------------- | -------------------------------- |
| 24/09/2003 | 1/32e de f. | FC Rouen   | Dom. | 1 - 0    | Lilian Compan 84e                     | Qualifiés pour les 16e de finale |
| 28/10/2003 | 1/16e de f. | Beauvais   | Dom. | 1 - 0    | Dogbé 17e                             | Qualifiés pour les 8e de finale  |
| 17/12/2003 | 1/8e de f.  | Lille OSC  | Ext. | 2 - 3    | Hellebuyck 24e, Marin 61e, Compan 73e | Qualifiés pour les 1/4 de finale |
| 14/01/2004 | 1/4 de f.   | OGC Nice   | Dom. | 2 - 0    | Jau 32e, Compan 73e (pen.)            | Qualifiés pour les 1/2 de finale |
| 04/02/2004 | 1/2 de f.   | FC Sochaux | Dom. | 2 - 3    | Carteron 18e, Compan 21e              | Éliminés                         |

### Statistiques individuelles

#### Statistiques buteurs
| Place | Nom               | Ligue 1 | Coupe de France | Coupe de la Ligue | TOTAL des BUTS |
| 1     | Lilian Compan     | 11 buts | 1 buts          | 4 buts            | 16 buts        |
| 2     | Nicolas Marin     | 6 buts  | -               | 1 but             | 7 buts         |
| 2     | David Hellebuyck  | 5 buts  | 1 but           | 1 but             | 7 buts         |
| 4     | Vincent Hognon    | 5 buts  | -               | -                 | 5 buts         |
| 4     | Frédéric Mendy    | 4 buts  | 1 but           | -                 | 5 buts         |
| 6     | Mickaël Dogbé     | 2 buts  | 1 but           | 1 but             | 4 buts         |
| 6     | Fabrice Jau       | 3 buts  | -               | 1 but             | 4 buts         |
| 8     | Patrice Carteron  | 1 but   | 1 but           | 1 but             | 3 buts         |
| 9     | Bafétimbi Gomis   | 2 buts  | -               | -                 | 2 buts         |
| 10    | Damien Bridonneau | 1 but   | -               | -                 | 1 but          |
| 10    | Mickaël Citony    | 1 but   | -               | -                 | 1 but          |
| 10    | Lamine Sakho      | 1 but   | -               | -                 | 1 but          |
| 10    | Julien Sablé      | 1 but   | -               | -                 | 1 but          |
| 10    | Lawrence Quaye    | 1 but   | -               | -                 | 1 but          |
| #     | contre son camp   | 1 but   | -               | -                 | 1 but          |
| Total | 13 buteurs        | 44 buts | 5 buts          | 9 buts            | 58 buts        |

Date de mise à jour : le 29 juillet 2014.

#### Statistiques cartons  jaunes
| Place | Nom                | Ligue 1    | Coupe de France | Coupe de la Ligue | TOTAL des CARTONS JAUNES |
| 1     | Stéphane Hernandez | 7 cartons  | 2 cartons       | 1 carton          | 10 cartons               |
| 2     | Lilian Compan      | 9 cartons  | -               | -                 | 9 cartons                |
| 3     | Fabrice Jau        | 6 cartons  | -               | 2 cartons         | 8 cartons                |
| 4     | Frédéric Mendy     | 4 cartons  | 1 carton        | 2 cartons         | 6 cartons                |
| 5     | Julien Sablé       | 5 cartons  | -               | -                 | 5 cartons                |
| 6     | Damien Bridonneau  | 3 cartons  | -               | 1 carton          | 4 cartons                |
| 7     | Patrice Carteron   | 3 cartons  | -               | -                 | 3 cartons                |
| 7     | Vincent Hognon     | 3 cartons  | -               | -                 | 3 cartons                |
| 7     | Nicolas Marin      | 1 carton   | -               | 2 cartons         | 3 cartons                |
| 7     | Laurent Morestin   | 3 cartons  | -               | -                 | 3 cartons                |
| 11    | Hérita Ilunga      | 2 cartons  | -               | -                 | 2 cartons                |
| 11    | David Hellebuyck   | 1 carton   | -               | 1 carton          | 2 cartons                |
| 11    | Bafétimbi Gomis    | 2 cartons  | -               | -                 | 2 cartons                |
| 11    | Mickaël Citony     | 2 cartons  | -               | -                 | 2 cartons                |
| 15    | Mickaël Pontal     | 1 carton   | -               | -                 | 1 carton                 |
| 15    | Jérémie Janot      | 1 carton   | -               | -                 | 1 carton                 |
| 15    | Lawrence Quaye     | 1 carton   | -               | -                 | 1 carton                 |
| 15    | Loïc Perrin        | 1 carton   | -               | -                 | 1 carton                 |
| Total | 18 joueurs avertis | 55 cartons | 3 cartons       | 8 cartons         | 66 cartons               |

Date de mise à jour : le 29 juillet 2014.

#### Statistiques cartons rouges
| Place | Nom                | Ligue 1   | Coupe de France | TOTAL des CARTONS ROUGES |
| 1     | Frédéric Mendy     | 1 carton  | 1 carton        | 2 expulsions             |
| 2     | Eduardo Oliveira   | 1 carton  | -               | 1 expulsion              |
| 2     | Stéphane Hernandez | 1 carton  | -               | 1 expulsion              |
| 2     | Nicolas Marin      | 1 carton  | -               | 1 expulsion              |
| Total | 4 expulsés         | 4 cartons | 1 carton        | 5 expulsions             |

Date de mise à jour : le 29 juillet 2014.

## Affluence
L'affluence au stade Geoffroy-Guichard a été fluctuante cette saison. Autant trois rencontres ont à peine dépassé les 10 000 personnes, deux ont dépassé les 30 000. Ces deux rencontres ont eu lieu en fin de championnat, une fois la montée en Ligue 1 en poche.
Affluence de l'AS Saint-Étienne à domicile

## Joueurs en sélection nationale

### Équipe de France
Aucun joueur n’a été appelé en Équipe de France A et en Espoirs cette saison. Le club étant en Ligue 2, cela semble logique.

### Sélections étrangères
| Nom              | Éliminatoires CM ou CAN | Éliminatoires CM ou CAN | Éliminatoires CM ou CAN | Éliminatoires CM ou CAN | CAN | CAN         | CAN    | CAN          | Matchs amicaux | Matchs amicaux | Matchs amicaux | Matchs amicaux | Total | Total       | Total  | Total        |
| Nom              | MJ                      | But inscrit             | Averti                  | Carton rouge            | MJ  | But inscrit | Averti | Carton rouge | MJ             | But inscrit    | Averti         | Carton rouge   | MJ    | But inscrit | Averti | Carton rouge |
| ---------------- | ----------------------- | ----------------------- | ----------------------- | ----------------------- | --- | ----------- | ------ | ------------ | -------------- | -------------- | -------------- | -------------- | ----- | ----------- | ------ | ------------ |
| Fousseni Diawara | 2                       | 0                       | 0                       | 0                       | 5   | 0           | 0      | 0            | 3              | 0              | 0              | 0              | 10    | 0           | 0      | 0            |
| Hérita Ilunga    | 0                       | 0                       | 0                       | 0                       | 3   | 0           | 0      | 0            | 0              | 0              | 0              | 0              | 3     | 0           | 0      | 0            |
| Frédéric Mendy   | 0                       | 0                       | 0                       | 0                       | 1   | 0           | 0      | 0            | 2              | 0              | 0              | 0              | 3     | 0           | 0      | 0            |